# Вальтер Нойманн-Зільков
Вальтер Гуго Райнгард Нойманн-Зільков (нім. Walter Hugo Reinhard Neumann-Silkow; 10 квітня 1894 — 9 грудня 1941) — німецький воєначальник, генерал-лейтенант вермахту. Кавалер Лицарського хреста Залізного хреста.

## Біографія
В лютому 1912 року вступив у 10-й драгунський полк. Учасник Першої світової війни. Після демобілізації армії залишений в рейхсвері. З січня 1938 року — командир 7-го розвідувального полку. Учасник Польської кампанії. З березня 1940 року — командир 8-ї стрілецької бригади. Учасник Французької і Балканської кампаній. З 21 лютого 1941 року — командир 8-ї, з 26 травня 1941 року — 15-ї танкової дивізії. Учасник Африканської кампанії. Дивізія зазнала важких втрат під час операції «Хрестоносець», після чого відступила до Лівії, втративши значну кількість танків. Нойманн-Зільков потрапив під артилерійський обстріл і отримав важке поранення. Помер від ран у шпиталі.

## Нагороди
- Залізний хрест 2-го і 1-го класу
- Нагрудний знак «За поранення» в чорному
- Почесний хрест ветерана війни з мечами (1934)
- Медаль «За вислугу років у Вермахті» 4-го, 3-го, 2-го і 1-го класу (25 років)
- Застібка до Залізного хреста 2-го і 1-го класу
- Лицарський хрест Залізного хреста (22 червня 1940)
- Відзначений у Вермахтберіхт (22 червня 1940)